# Test Glejsera
Test Glejsera (ang. Glejser test) – test statystyczny służący do wykrywania heteroskedastyczności rozkładu składnika losowego w modelu regresji liniowej. Założenie o homoskedastyczności rozkładu jest jednym z podstawowych założeń analizy regresji. Twórcą testu jest belgijski ekonomista Herbert Glejser.
W literaturze naukowej testy wykrywające heteroskedastyczność dzieli się na dwie podstawowe kategorie:
- testy konstruktywne - w ramach tych testów w hipotezie alternatywnej zdefiniowany jest konkretny model heteroskedastyczności. Do tej kategorii zaliczany jest właśnie test Glejsera, ale też np. test Goldfelda-Quandta, test Bartletta, czy test Ramseya,
- testy niekonstruktywne - w ramach których w hipotezie alternatywnej nie określa się charakteru heteroskedastyczności, lecz ogólnie stwierdza jej występowanie. Do tej kategorii zaliczają się test White’a, test rang Szroetera, czy nieparametryczny test szczytów Goldfelda-Quandta.